# Nghĩa Hà
Nghĩa Hà là một xã thuộc thành phố Quảng Ngãi, tỉnh Quảng Ngãi, Việt Nam.

## Địa lý
Xã thuộc hữu ngạn sông Trà Khúc có vị trí địa lý:
- Phía đông giáp các xã Nghĩa Phú, Nghĩa An
- Phía nam giáp các xã Nghĩa Hòa, Nghĩa Thương, huyện Tư Nghĩa
- Phía tây giáp các xã Nghĩa Dõng, Nghĩa Dũng
- Phía bắc giáp xã Tịnh Long.

## Lịch sử
Xã Nghĩa Hà được thành lập năm 1946 là một trong 12 xã thuộc huyện Tư Nghĩa.
Trong thời gian Việt Nam cộng hòa quản lý, vào năm 1958, xã Nghĩa Hà được đổi tên thành xã Tư Nguyên, thuộc quận Tư Nghĩa, tỉnh Quảng Ngãi. Các thôn thuộc xã Tư Nguyên được đổi gọi là ấp. Trong khi đó, chính quyền kháng chiến vẫn giữ cách gọi cũ.
Cuối năm 1975, huyện Tư Nghĩa và thị xã Quảng Ngãi hợp nhất thành thị xã Quảng Nghĩa thuộc tỉnh Nghĩa Bình, xã Nghĩa Hà thuộc thị xã Quảng Nghĩa.
Năm 1981, xã Nghĩa Hà thuộc huyện Tư Nghĩa mới tái lập.
Ngày 12 tháng 12 năm 2013, Thủ tướng Chính phủ Việt Nam ký Nghị quyết số 123/NQ-CP có nội dung sáp nhập Nghĩa Hà vào địa phận thành phố Quảng Ngãi.

## Hành chính
Xã Nghĩa Hà được chia thành 11 thôn: Hiền Lương, Khánh Lạc, Hội An, Hàm Long, Sung Túc, Thanh Khiết, Hổ Tiếu, Bình Đông, Bình Tây, Kim Thạch, Xuân An.

## Giao thông
Xã Nghĩa Hà có Đường Bờ Nam sông Trà Khúc, Tỉnh lộ 626 chạy qua địa bàn.
Sông Phú Thọ, sông Trà Khúc cũng chảy qua địa bàn xã.